# 6274 Taizaburo
6274 Taizaburo è un asteroide della fascia principale. Scoperto nel 1992, presenta un'orbita caratterizzata da un semiasse maggiore pari a 2,1497726 UA e da un'eccentricità di 0,1165231, inclinata di 3,93534° rispetto all'eclittica.